# Helmut Hammerschmidt
Helmut Hammerschmidt (* 28. Mai 1920 in Cottbus; † 4. März 1998 in München) war ein deutscher Journalist, Intendant des SWF sowie Vorsitzender der ARD.

## Leben
Hammerschmidt wurde als ältester von drei Söhnen des jüdischen Anwalts und Notars Hermann Hammerschmidt und dessen katholischen Frau Elisabeth in Cottbus geboren. Eigentlich wollte er nach dem Abitur Musiker werden. Helmut galt jedoch seit 1935 als „jüdischer Mischling ersten Grades“. Auf den Rat eines nach Argentinien ausgewanderten Verwandten entschied er sich daher anders, um seine Ausreisechancen zu erhöhen. Er begann ein Chemiestudium an der Technischen Hochschule in Berlin. Nach dem Diplomabschluss als Chemotechniker, begann er an der Berliner Universität ein Medizinstudium. Während des Zweiten Weltkriegs arbeitete er bei einem Berliner Arzneimittelhersteller als wissenschaftlicher Betriebsassistent. Da dieser kriegswichtige Medikamente herstellte, wurde er im Gegensatz zu seinen Brüdern Wolfgang und Ulrich nicht zum Zwangsarbeitsdienst bei der Organisation Todt einberufen. Sein Vater wurde im Dezember 1944 im Arbeitserziehungslager Oderblick bei Schwetig ermordet.
Dem Journalismus konnte er sich erst nach dem Kriegsende zuwenden. 1946 übernahm Hammerschmidt das innenpolitische Ressort des Münchner Echo der Woche. Im darauffolgenden Jahr leitete er als verantwortlicher Redakteur und Lizenzträger den neu entstandenen Parteiverlag der CSU.
Von 1949 an arbeitete Hammerschmidt in verschiedenen Positionen für den Bayerischen Rundfunk; zuerst als Autor, von 1953 bis 1957 dann als Leiter der Aktuellen Abteilung und schließlich als stellvertretender Chefredakteur des Bayerischen Fernsehens.
Anfang der 1960er Jahre ging er zum SDR nach Stuttgart. Dort entwickelte und leitete er – ab 1961 auch als Chefredakteur Fernsehen – das Politmagazin ANNO – Filmberichte zu Nachrichten von gestern und morgen, das am 25. Oktober 1960 erstmals ausgestrahlt wurde. In der ersten Sendung berichtete Hammerschmidt über die Verhaftung von Adolf Eichmann. Aus der Sendung entstand später Report München. Hammerschmidt kann daher als Pionier des politischen Fernsehmagazins in der Bundesrepublik betrachtet werden.
1964 und 1965 war er Chefkorrespondent der ARD in Bonn.
Vom 1. Juli 1965 bis 1977 war Hammerschmidt Intendant des SWF. In diese Zeit fiel auch sein Vorsitz der ARD in den Jahren 1972 und 1973. Er galt als streitbarer und mitunter unbequemer Medienmanager, der sich selbst in erster Linie als Journalist, weniger als Verwaltungsfachmann sah. Im Vorfeld der Einführung des Farbfernsehens leitete Hammerschmidt die Rationalisierungskommission von ARD und ZDF und erreichte die gemeinsame Nutzung von Ressourcen wie Studios und Übertragungswagen. Als Vorsitzender der Kommission für Ausbildung und Fortbildung von ARD und ZDF entwickelte er das Konzept für eine Zentralstelle der Fortbildung.
Bei der vorgezogenen Intendantenneuwahl von 1976 erklärte er sich zunächst für eine weitere Kandidatur bereit, zog diese dann aber zurück. Sein Nachfolger als SWF-Intendant wurde Willibald Hilf.
Ab 1977 leitete Hammerschmidt eine Weile das Bonner Institut für Fernsehzuschauerforschung. An der Universität Mainz leitete er im Journalistischen Seminar die Abteilung für elektronischen Journalismus.
Helmut Hammerschmidt war verheiratet und Vater eines Sohnes und zweier Töchter. Er war Mitglied der CDU.

## Quelle
- Internationales Biographisches Archiv 22/1998 vom 18. Mai 1998 (online, abgerufen am 10. Dezember 2017)